# 珍珠母

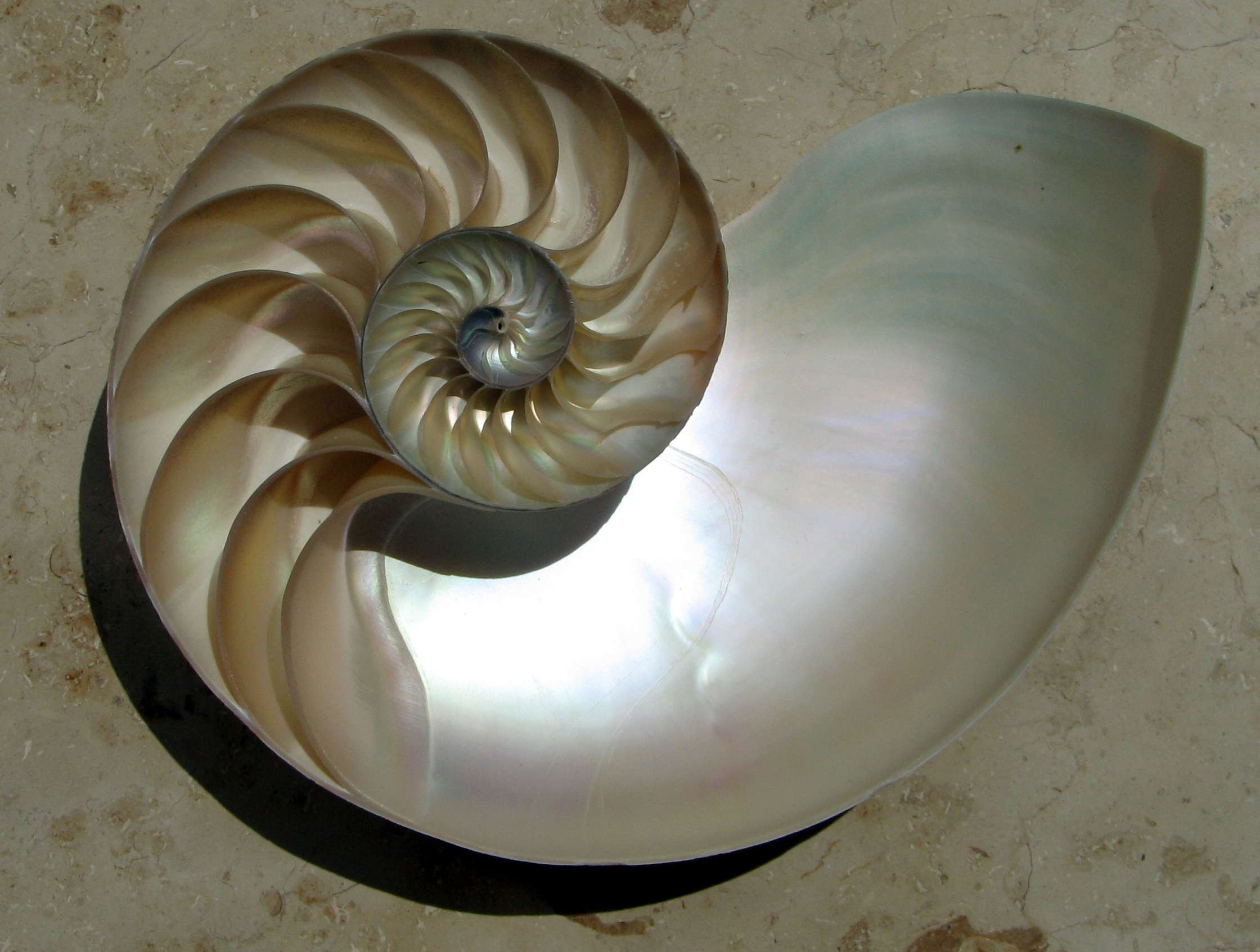
在鸚鵡螺貝殼內層的彩虹珍珠母。

珍珠母﹙Nacre或稱Mother of Pearl﹚ 是一種由軟體動物所產生的有機及無機混合物，做為該動物貝殼的內層物質；它也是構成珍珠的材料，材質非常堅固，但有彈性，且具有多種鮮豔色彩。
珍珠母材質一般存在於珍珠的外層以及珍珠牡蠣或淡水珍珠軟體動物的貝殼內層；許多其他軟體動物的貝殼內層也都含有珍珠母，例如海中腹足類動物之鮑螺屬、鐘螺屬﹙Trochidae﹚及蠑螺屬﹙Turbinidae﹚。

## 物理特徵

### 外觀
珍珠母能夠顯現出多種彩色的原因，來自於其霰石片的厚度趨近於可見光的波長，導致各種不同波長的可見光互相產生建設性或破壞性的干擾；使得在各種不同的角度觀看時，會產生各種不同顏色的反射光。

### 結構
珍珠母是由寬10~20微米、厚0.5微米，連續平行排列的六角形霰石小板（碳酸鈣的一種）所構成 ，這些霰石小板層另外由許多具有彈性的高分子聚合物（例如蟹殼質、絲蛋白等）有機基質薄層所分隔開。這種以易脆霰石小板和有彈性高分子聚合物薄層的混合物使得其材質堅固而具有彈性，具有楊氏模量的楊氏模數值 70 GPa。珍珠母的堅固性和彈性也有可能是來自於其霰石小板的磚塊狀結構排列，這種排列抑制了橫向破裂力量的傳導。此種由多個不同長度尺寸並排的設計顯著地增加其堅硬度，幾乎達到和矽一樣的硬度。
在結晶學上的“c”軸為貝殼面的垂直方向，但其他軸的方向則依照不同類的軟體動物而異。在雙殼貝和頭足類動物中，“b”軸為貝殼成長的方向，而在單板綱貝中則是“a”軸。珍珠母中這些磚塊狀物的連鎖結構大大地影響了珍珠母的變形機制和硬度；除此之外，這些無機和有機的介面使得有機夾層增加彈性和強度。

### 形成
珍珠母的形成是由有機基質控制結晶成長的開始、持續和形狀。各別的霰石磚塊結構先快速地生長到珍珠層的高度，然後向四周擴散，一直到緊靠住鄰近的磚塊結構。磚塊結構於有機夾層中，在隨機散開的元素上形成核心，因此造成珍珠母六角形緊密排列的特性。珍珠母和同類但易碎的纖維狀霰石主要的差異，在於"c"軸方向（垂直於貝殼面方向）的成長速度；在珍珠母中此磚狀結構成長的速度較慢，而在纖維狀霰石中則較快。

## 演化
珍珠母的外形依不同類別而異。在雙殼貝中，珍珠母層由單結晶體以封閉六角形方式構成。在腹足類動物中，結晶體以成對方式形成；在頭足類動物中，則是假六角形的單結晶體，而且通常是成對的。

## 商業來源
目前商業用珍珠母的主要來源為珍珠牡蠣和淡水珍珠，而一小部分來自鮑魚。在1900年代被大量使用在珍珠鈕扣的來源為高帽鐘螺（Turban snail）、夜光蠑螺（Turbo marmoratus）及馬蹄鐘螺（Tectus niloticus）。珍珠母的國際貿易由瀕危野生動植物種國際貿易公約（CITES, Convention on International Trade in Endangered Species of Wild Fauna and Flora）所管制，此協定由一百七十幾個國家所共同簽訂。

## 裝飾用途
珍珠母被使用在裝飾的用途上已經有好幾個世紀。

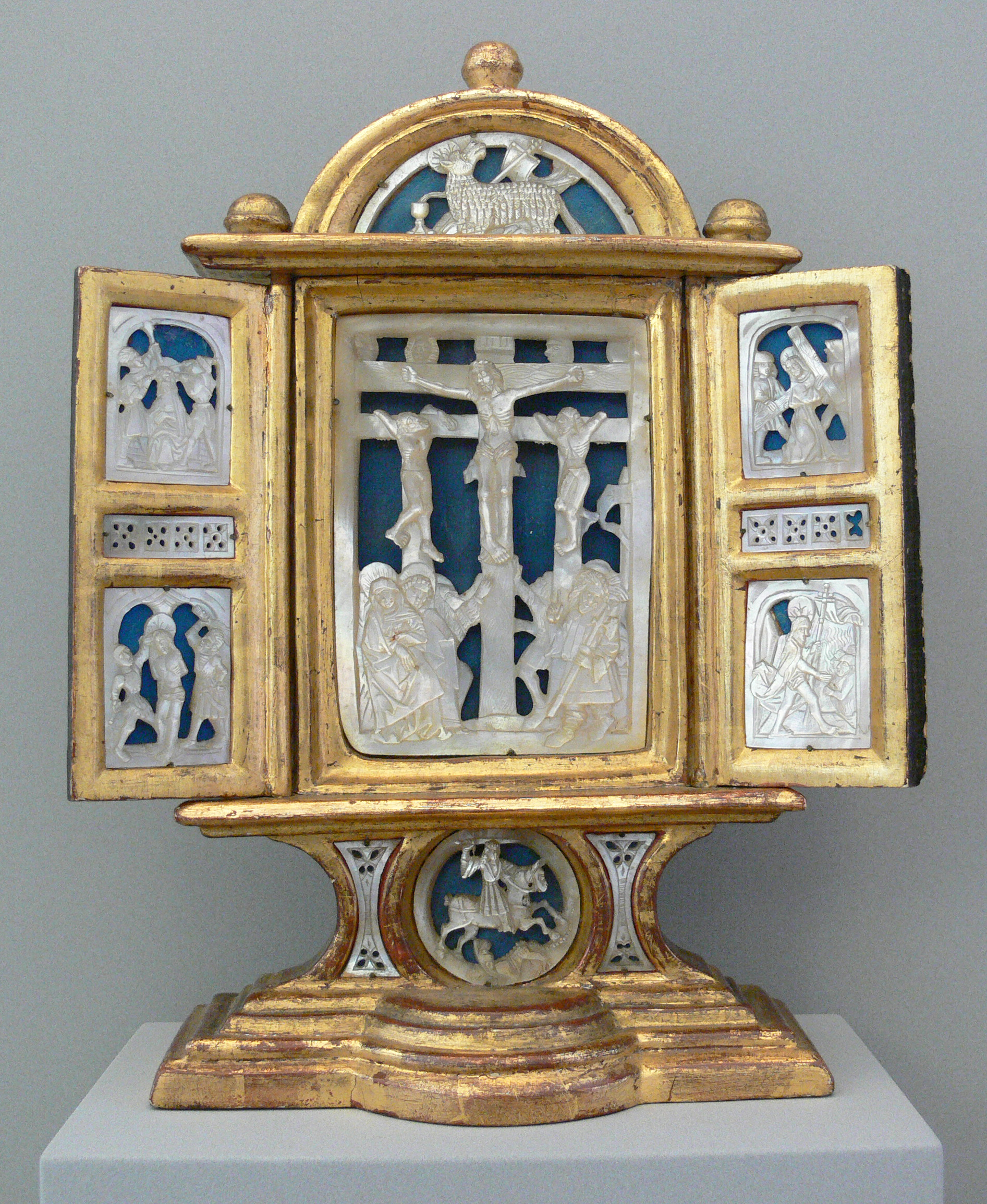
祭壇裝飾品，約西元1520年，大量使用珍珠母雕刻品。
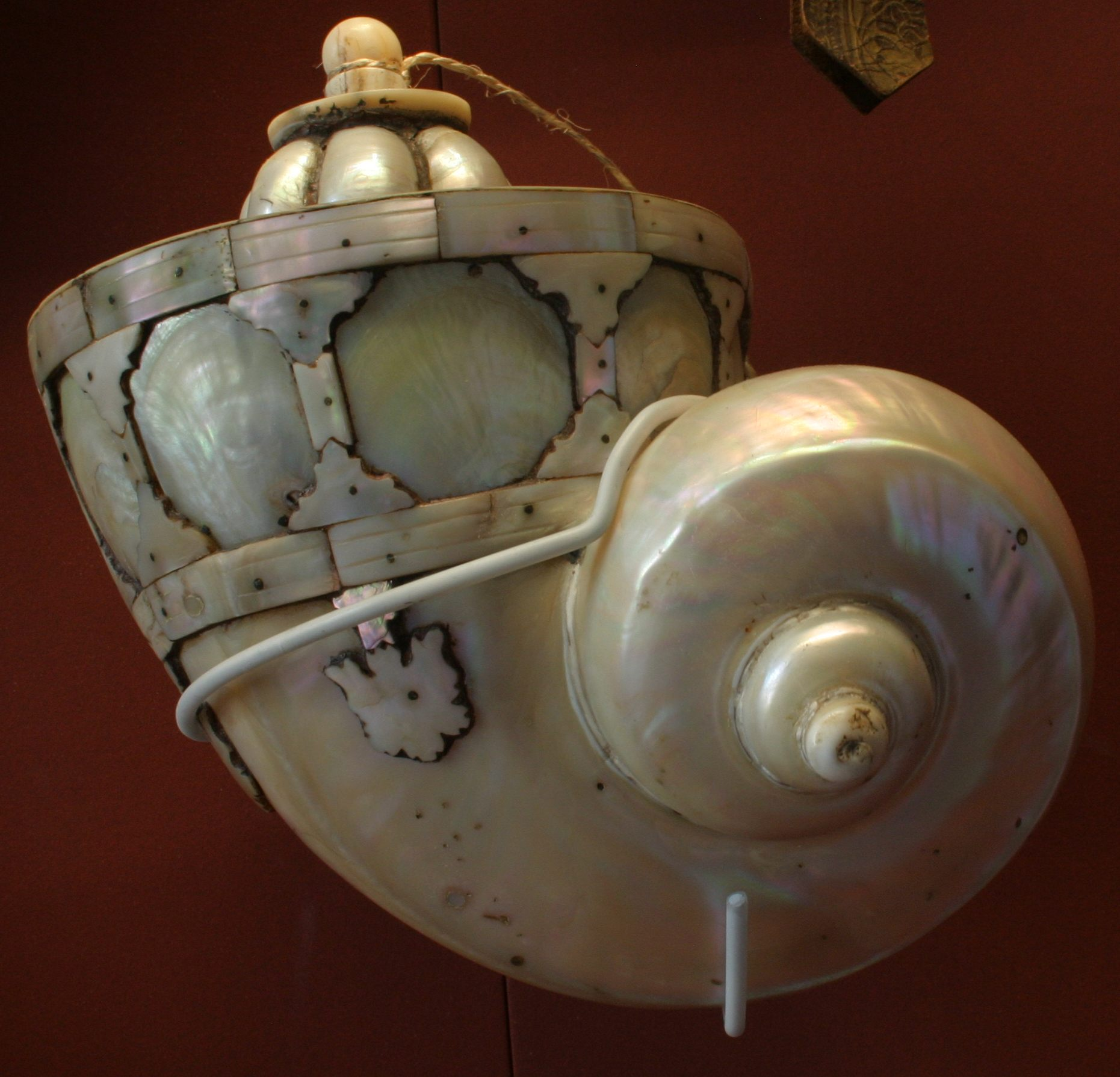
珍珠母火藥瓶，約西元1750年，大部分由大海螺之研磨貝殼所組成。
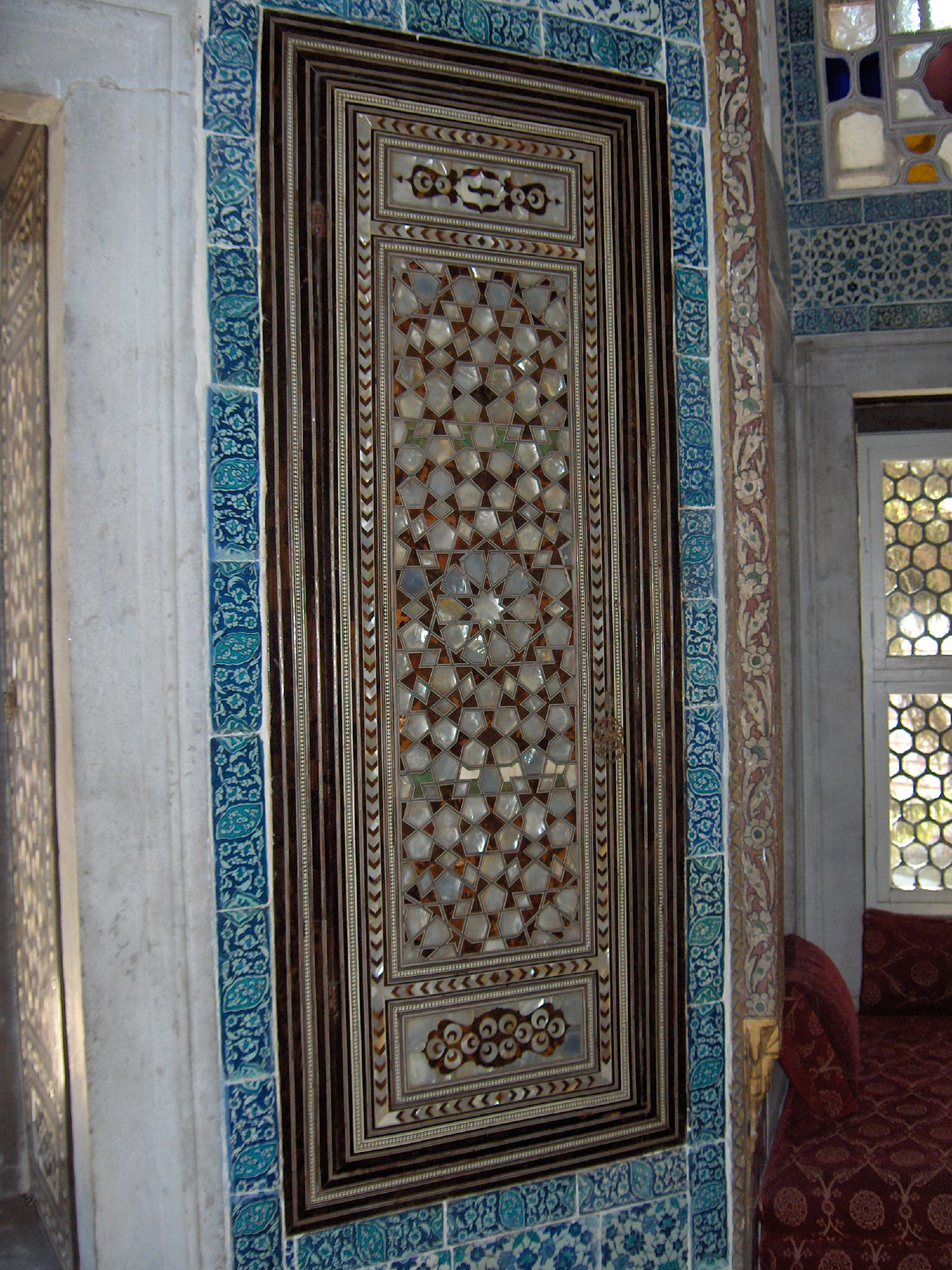
珍珠母鑲嵌物，托卡匹皇宮博物館巴格達展示館，伊斯坦堡。
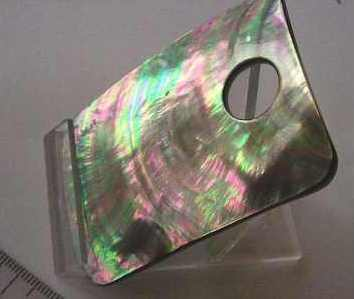
珍珠母貝殼裝飾品。
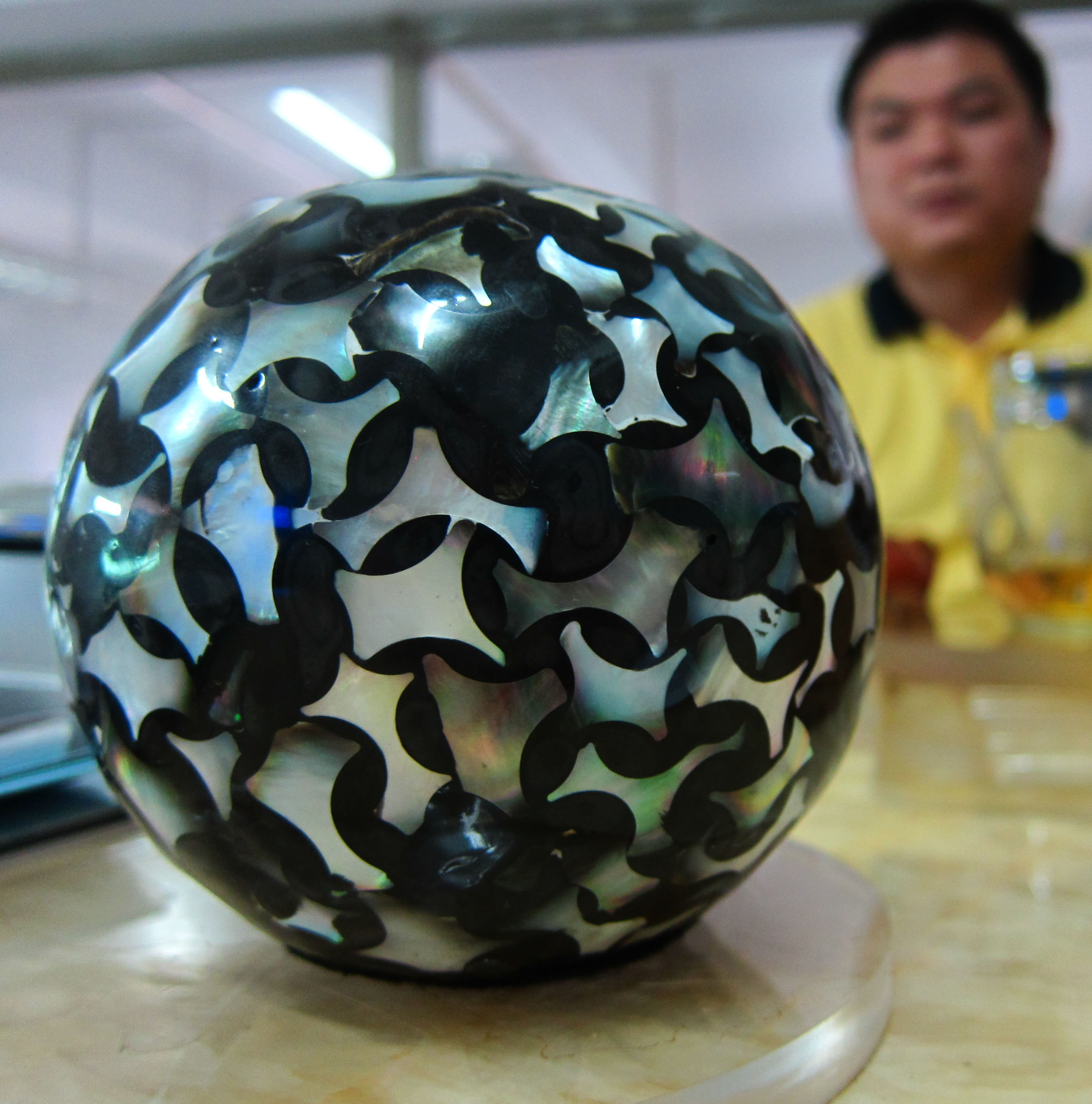
用珍珠母剩料所製成的裝飾球。

### 建築
黑色和白色珍珠母常被使用於建築用途。天然珍珠母可以用人工著色方式形成幾乎任何顏色。另外一種建築上的應用為將珍珠母切割成小片狀，然後嵌入到陶瓷或大理石底板中，再用研磨拋光方式和底板一起形成一個光亮表面；如果在嵌入的時候刻意做設計排列，還可以形成美麗的圖案。除了陶瓷或大理石底板之外，珍珠母也可以用膠黏方式貼於玻璃纖維上，成為表面亮麗的輕質建築材料，應用於內外牆、門窗、天花板、圓柱及家具等地方。

### 流行
珍珠母製成的鈕扣在服飾上可以用來裝飾，或做為實際用途的鈕扣。其他裝飾的對象包含手錶、小刀、槍械及珠寶等。

### 其他
以珍珠母為材質的匙也被使用來吃魚子醬，以避免金屬匙汙染魚子醬的原味。

## 中藥材
根據李時珍《本草綱目》的記載，珍珠母所研磨成的粉末具有「平肝潛腸、清肝明目」的功能，可以主治肝陰不足，肝陽上亢所引起的頭痛、眩暈、耳鳴、煩躁、失眠等症狀，也可以用於治療肝虛所引起的目昏或是肝熱所引起的目赤羞明等症狀。

## 人造珍珠母
西元2012年劍橋大學的研究者模仿珍珠母的自然生長過程，在實驗室中創造出以鈣為基質的人造珍珠母。

## 外部連結
- 珍珠母 中藥材圖像數據庫  (香港浸會大學中醫藥學院) （中文）（英文）
- . 中藥標本數據庫 (香港浸會大學中醫藥學院).   [2014-10-14]. （原始内容存档于2018-05-09） （中文（繁體）及英语）.

Template:Gastropod anatomy